# Camp Morton

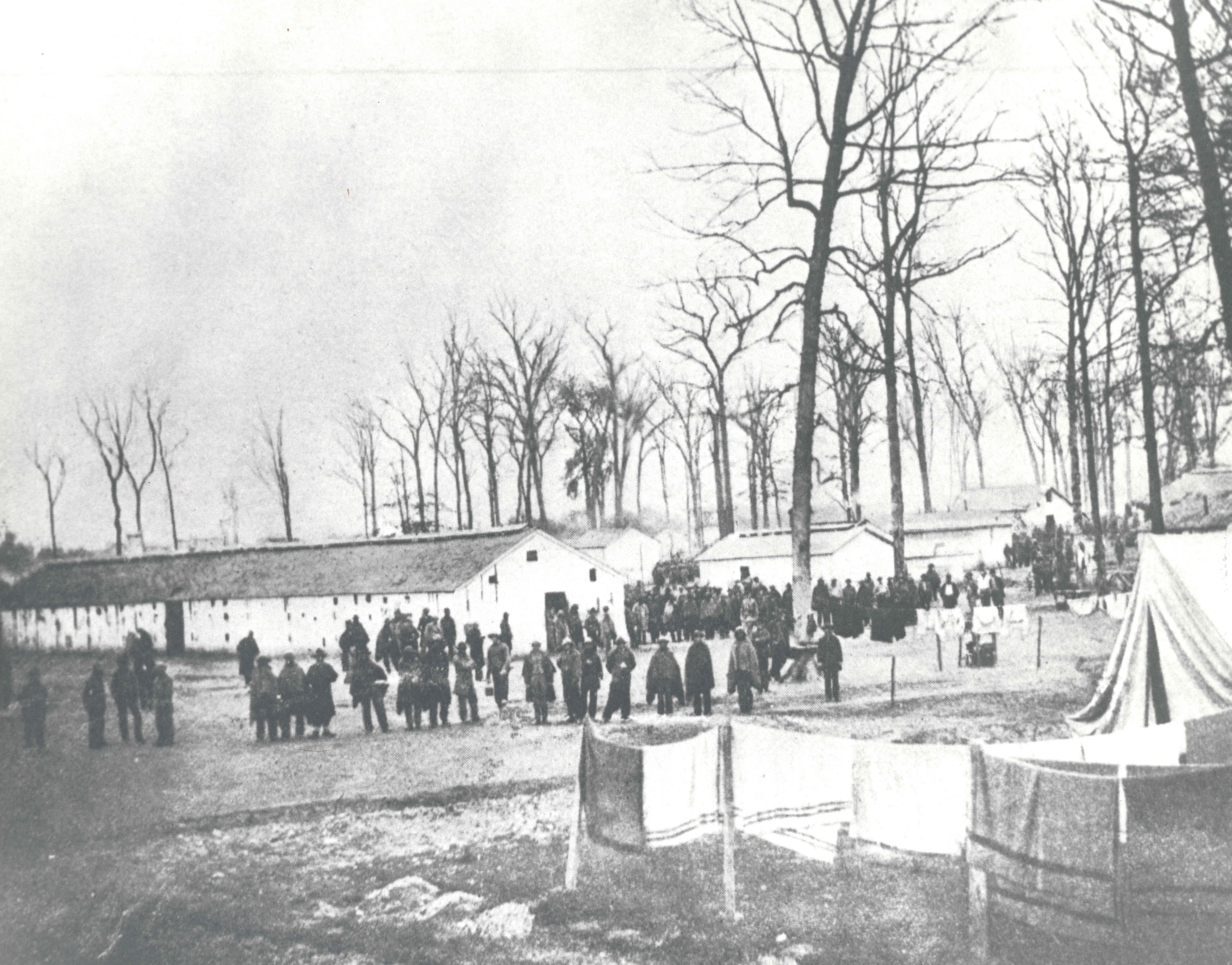
Intérieur du Camp Morton en 1864.

Camp Morton était un camp de prisonniers de guerre situé à Indianapolis, dans l'Indiana, aux États-Unis, durant la Guerre de Sécession. Il a été nommé en hommage au gouverneur Oliver Morton, qui fut gouverneur de l'Indiana durant la guerre. Il fut en activité de 1861 à 1865. À l'origine il devait être un centre d'entraînement, mais après la Bataille de Shiloh l'emplacement, qui était jusqu'alors utilisé par l'Indiana State Fair, devint l'un des plus importants centres de détention de prisonniers de guerre du pays. Il n'en reste aucune trace, mais les Confédérés qui y perdirent la vie sont enterrés à proximité, dans le Crown Hill Cemetery d'Indianapolis.